# Dyllan Christopher
Dyllan Christopher, Geburtsname Dyllan Christopher Fernandez  (* 12. Dezember 1991 in Los Angeles, Kalifornien) ist ein US-amerikanischer Schauspieler.

## Leben
Christopher wurde als Dyllan Christopher Fernandez geboren. Sein Großonkel ist der hawaiianische Entertainer Augie Rey (Fernandez). Er besuchte die Flintridge Preparatory School in La Cañada Flintridge, Los Angeles County, Kalifornien.
Christopher stand bereits als Kleinkind erstmals vor der Fernsehkamera. 1998 hatte er eine kleinere Nebenrolle als entfremdeter Sohn von Will Pattons Figur in dem Katastrophenfilm Armageddon – Das jüngste Gericht. Ein Jahr später spielte er die Rolle von Ralphie Anderson in der Miniserie Der Sturm des Jahrhunderts nach einem Drehbuch von Stephen King.
2006 spielte er eine der fünf Hauptrollen in dem Kinofilm Oh je, du Fröhliche: Spencer, den Anführer einer Gruppe von Kindern, die an Weihnachten auf einem Flughafen festsitzen. In dem Film war er an der Seite von Quinn Shephard und Tyler James Williams zu sehen. Ebenfalls 2006 trat er in der Disney-Fernsehserie Phil aus der Zukunft auf. Er hatte 2008 eine Rolle in einer Episode der 4. Staffel der Fernsehserie Bones  – Die Knochenjägerin. Stand 2024 absolvierte er seine bisher letzte Film- oder Fernsehrolle im Jahr 2013 als Student in einer Episode von Glee.
Neben Fernsehrollen war er auch als Schauspieler für die Werbung tätig. Dyllan sang im Dezember 2006 in einer Weihnachtskartenwerbung für Hallmark Cards und war in einem KFC-Werbespot als Angestellter eines Lebensmittelgeschäfts zu sehen. Im Jahr 2009 erschien Christopher in einer Werbeanzeige von Olive Garden.

## Filmografie (Auswahl)
- 1994–1995: Murphy Brown (Fernsehserie, 6 Folgen)
- 1997: Mad City
- 1998: Armageddon – Das jüngste Gericht (Armageddon)
- 1999: Dudley Do – Right
- 1999: Liebe? Lieber nicht! (Love Stinks)
- 1999: Der Sturm des Jahrhunderts (Storm of the Century; Fernseh-Miniserie, 3 Folgen)
- 2000: Emergency Room: Die Notaufnahme (ER; Fernsehserie, Folge The Greatest of Gifts)
- 2002: Stuart Little 2
- 2003: Out of Order (Fernseh-Miniserie, 6 Folgen)
- 2003: Seabiscuit – Mit dem Willen zum Erfolg (Seabiscuit)
- 2005: Without a Trace – Spurlos verschwunden (Without a Trace; Fernsehserie, Folge Volcano)
- 2005: CSI: Vegas (Fernsehserie, Folge 4x4)
- 2006: Oh je, du fröhliche (Unaccompanied Minors)
- 2006: Phil aus der Zukunft (Phil of the Future; Fernsehserie, Folge Happy Nird-Day)
- 2007: American Breakdown – Lebe und Lerne (Stories USA)
- 2008: Las Vegas (Fernsehserie, Folge I Could Eat a Horse)
- 2008: Bones – Die Knochenjägerin (Bones; Fernsehserie, Folge The Passenger in the Oven)
- 2011: The Middle (Fernsehserie, Folge Royal Wedding)
- 2013: Glee (Fernsehserie, Folge The Quarterback)